# Nulikka
Nulikka är en ö i Finland. Den ligger i sjön Pyhävesi och i kommunen Mäntyharju i den ekonomiska regionen  S:t Michel och landskapet Södra Savolax, i den södra delen av landet, 170 km nordost om huvudstaden Helsingfors. Öns största längd är 70 meter i nord-sydlig riktning.